# Isla Portuguesa
Isla Portuguesa o Islas Portuguesa es el nombre que recibe una isla fluvial localizada en el Río Orinoco en la Parroquia Rómulo Gallegos del Municipio Casacoima al suroeste del Estado Delta Amacuro en el extremo oriental del territorio del país suramericano de Venezuela.
La isla posee una superficie aproximada de 2,5 kilómetros cuadrados o 250 hectáreas por lo que tiene una área comparable a la de Mónaco.
Recibe su actual denominación por estar ubicada cerca de la localidad deltana de La Portuguesa y de la Laguna homónima ubicada más hacia al norte. También se usa la forma Islas Portuguesa si se incluyen los islotes cercanos.